# Liste des circonscriptions législatives du Calvados
Le département français du Calvados comprend à l'origine (1820) quatre circonscriptions électorales. Le nombre passe à sept lors du redécoupage de 1831. Depuis, ce nombre varie entre cinq et sept au gré des redécoupages. Actuellement, le département compte six circonscriptions dont les limites ont été redéfinies pour les élections législatives de 2012.

## Historique

### XIXesiècle
C'est en 1820 que les circonscriptions électorales sont utilisées pour les définir les représentants à l'assemblée. Le département est alors découpé en quatre circonscriptions :
- Caen : arrondissement de Caen plus le canton de Dives-sur-Mer
- Bayeux : arrondissement de Bayeux plus l'arrondissement de Vire moins les cantons de Vassy et de Condé-sur-Noireau
- Falaise : arrondissement de Falaise plus les cantons de Vassy, Condé-sur-Noireau, Mézidon et Saint-Pierre-sur-Dives
- Lisieux : arrondissement de Lisieux moins les cantons de Mézidon et Saint-Pierre-sur-Dives plus l'arrondissement de Pont-l'Évêque amputé du canton de Dives-sur-Mer

Lors du redécoupage de 1831, le département est redécoupé en sept circonscriptions :
- 1re : Caen et ses deux cantons
- 2e : l'arrondissement de Caen sans les deux cantons de la ville
- 3e : Bayeux
- 4e : Falaise
- 5e : Lisieux
- 6e : Vire
- 7e : Pont-l’Évêque

Le redécoupage électoral de 1852 réduit à quatre le nombre de circonscriptions. En 1876, ce nombre passe à sept : Bayeux, Falaise, Vire, Lisieux, Pont-l'Évêque et Caen (2 circonscriptions).

### XXesiècle
Entre 1919 et 1928, le département est divisé en deux circonscriptions : la première comportant les arrondissements de Bayeux, Caen et Pont-l'Évêque et la seconde comprenant les arrondissements de Falaise, Lisieux et Vire. Entre 1928 et 1932, la circonscription de Falaise est provisoirement supprimée et intégrée au sein de Caen 1 et 2.
Par ordonnance du 13 octobre 1958 relative à l'élection des députés à l'Assemblée nationale, le département du Calvados est constitué de cinq circonscriptions électorales.
Lors des élections législatives de 1986 qui se sont déroulées selon un mode de scrutin proportionnel à un seul tour par listes départementales, le nombre de sièges du Calvados a été porté de cinq à six.
Le retour à un mode de scrutin uninominal majoritaire à deux tours en vue des élections législatives suivantes, a maintenu ce nombre de six sièges,, selon un nouveau découpage électoral.
Le redécoupage des circonscriptions législatives réalisé en 2010 et entrant en application à compter des élections législatives de juin 2012, a modifié la répartition des circonscriptions du Calvados, en maintenant le nombre de six.

## Composition des circonscriptions

### Composition des circonscriptions de 1958 à 1986
À compter de 1958, le département du Calvados comprend cinq circonscriptions.
- 1re circonscription : Bourguébus, Caen-Est, Caen-Ouest, Douvres.
- 2e circonscription : Bretteville-sur-Laize, Falaise-Nord, Falaise-Sud, canton de Lisieux (2e section), Livarot, Mézidon, Morteaux-Coulibœuf, Orbec, Saint-Pierre-sur-Dives.
- 3e circonscription : Blangy-le-Château, Cambremer, Dozulé, Honfleur, canton de Lisieux (1re section), Pont-l'Evêque, Troarn, Trouville-sur-Mer.
- 4e circonscription : Balleroy, Bayeux, Caumont-l-Eventé, Creully, Isigny-sur-Mer, Ryes, Tilly-sur-Seulles, Trévières.
- 5e circonscription : Aunay-sur-Odon, Le Bény-Bocage, Condé-sur-Noireau, Evrecy, Saint-Sever-Calvados, Thury-Harcourt, Vassy, Villers-Bocage, Vire.

### Composition des circonscriptions de 1988 à 2012
À compter du découpage de 1986, le département du Calvados comprend six circonscriptions regroupant les cantons suivants :
- 1re circonscription : Caen-I, Caen-II, Caen-III, Caen-VIII, Caen-IX, Tilly-sur-Seulles.
- 2e circonscription : Caen-IV, Caen-V, Caen-VI, Caen-VII, Caen-X, Troarn.
- 3e circonscription : Bretteville-sur-Laize, Falaise-Nord, Falaise-Sud, Lisieux-II, Livarot, Mézidon-Canon, Morteaux-Coulibœuf, Orbec, Saint-Pierre-sur-Dives, commune de Lisieux (partie comprise dans le canton de Lisieux-I).
- 4e circonscription : Blangy-le-Château, Cabourg, Cambremer, Dozulé, Honfleur, Lisieux-I (sauf la commune de Lisieux), Pont-l'Évêque, Trouville-sur-Mer.
- 5e circonscription : Balleroy, Bayeux, Caumont-l'Éventé, Creully, Douvres-la-Délivrande, Isigny-sur-Mer, Ouistreham, Ryes, Trévières.
- 6e circonscription : Aunay-sur-Odon, Le Bény-Bocage, Bourguébus, Condé-sur-Noireau, Évrecy, Saint-Sever-Calvados, Thury-Harcourt, Vassy, Villers-Bocage, Vire.

### Composition des circonscriptions à compter de 2012
Depuis le nouveau découpage électoral, le département comprend six circonscriptions regroupant les cantons suivants :
- 1re circonscription : Caen-I, Caen-II, Caen-III, Caen-VIII, Caen-IX, Tilly-sur-Seulles.
- 2e circonscription : Caen-IV, Caen-V, Caen-VI, Caen-VII, Caen-X, Troarn.
- 3e circonscription : Bretteville-sur-Laize, Cambremer, Falaise-Nord, Falaise-Sud, Lisieux-II, Lisieux-III, Livarot, Mézidon-Canon, Morteaux-Coulibœuf, Orbec, Saint-Pierre-sur-Dives, commune de Lisieux (partie comprise dans le canton de Lisieux-I)
- 4e circonscription : Blangy-le-Château, Cabourg, Dozulé, Honfleur, Lisieux-I (sauf commune de Lisieux), Ouistreham, Pont-l'Évêque, Trouville-sur-Mer
- 5e circonscription : Balleroy, Bayeux, Caumont-l'Éventé, Creully, Douvres-la-Délivrande, Isigny-sur-Mer, Ryes, Trévières
- 6e circonscription : Aunay-sur-Odon, Le Bény-Bocage, Bourguébus, Condé-sur-Noireau, Évrecy, Saint-Sever-Calvados, Thury-Harcourt, Vassy, Villers-Bocage, Vire.

À la suite du redécoupage des cantons de 2014, les circonscriptions législatives ne sont plus composées de cantons entiers mais continuent à être définies selon les limites cantonales en vigueur en 2010. Les circonscriptions sont ainsi composées des cantons actuels suivants :
- 1re circonscription : cantons de Caen-1 (sauf communes de Tourville-sur-Odon et Verson), Caen-2 (sauf commune de Villons-les-Buissons), Caen-3 (quartier de la Folie-Couvrechef), Caen-4 (quartier de la Guérinière, Vaucelles, Sainte Thérèse et la Presqu'île), Caen-5 (sauf commune d'Eterville et Saint-André-sur-Orne) et Thue et Mue (14 communes), communes de Grainville-sur-Odon et Mondrainville
- 2e circonscription : cantons de Caen-3 (sauf quartier de la Folie-Couvrechef), Caen-4 (quartiers du Port, de la Demi-Lune et de la Grâce-de-Dieu), Ifs et Troarn (16 communes), commune d'Hérouville-Saint-Clair
- 3e circonscription : cantons de Falaise, Livarot-Pays-d'Auge, Mézidon Vallée d'Auge (sauf communes de Drubec et Manerbe) et Le Hom (16 communes), communes de Courtonne-les-Deux-Eglises, Lisieux et Saint-Martin-de-la-Lieue
- 4e circonscription : cantons de Cabourg, Honfleur-Deauville, Lisieux (sauf communes de Courtonne-les-Deux-Eglises, Lisieux et Saint-Martin-de-la-Lieue), Ouistreham (7 communes) et Pont-l'Evêque, communes de Colombelles, Drubec, Escoville, Manerbe et Saint-Samson
- 5e circonscription : cantons de Bayeux, Courseulles-sur-Mer, des Monts d'Aunay (6 communes), Ouistreham (4 communes), Thue et Mue (12 communes) et Trévières, commune de Villons-les-Buissons
- 6e circonscription : cantons de Condé-en-Normandie, Evrecy (sauf communes de Grainville-sur-Odon et Mondrainville), des Monts d'Aunay (22 communes), Le Hom (26 communes), Troarn (6 communes) et Vire Normandie, communes d'Eterville, Saint-André-sur-Orne, Tourville-sur-Odon et Verson